# Bill Frisell
Bill Frisell est un guitariste de jazz américain né le 18 mars 1951 à Baltimore (Maryland)
Il est considéré, avec John Scofield et Pat Metheny, comme l'un des guitaristes de jazz les plus célèbres et les plus admirés de ces dernières années. Une de ses particularités est l'extrême diversité des styles qu'il aborde (folk, bop, expérimental…).

## Biographie
Frisell est né à Baltimore. Il a passé la majeure partie de sa jeunesse aux alentours de Denver, au Colorado, et a étudié la musique à l'université du Nord Colorado. Son professeur était Dale Bruning, qui continue à enseigner aujourd'hui, et avec qui Frisell a même enregistré un album en duo.
Frisell est ensuite allé étudier au Berklee College of Music à Boston où il reçoit l'enseignement de Jim Hall, ce qui a énormément influencé son jeu et sa sonorité.
La carrière de Frisell a véritablement démarré lorsque Pat Metheny, indisponible pour un enregistrement, le recommanda à Manfred Eicher du label ECM. Frisell enregistre alors plusieurs albums pour le label et participa notamment aux albums Paths, Prints et Wayfarer, de Jan Garbarek. Ce dernier est particulièrement séduit par l'imagination et les véritables paysages sonores que déploie Frisell. Son premier album sous son nom fut In Line, album solo, avec toutefois la participation du bassiste Arild Andersen sur quelques pistes.
Son premier groupe, constitué de Kermit Driscoll à la basse, Joey Baron à la batterie, et Hank Roberts au violoncelle, reçut un accueil très chaleureux. Assez rapidement le groupe fut réduit à un trio (Frisell/Baron/Driscoll) qui connut un véritable succès. Ce trio forme aussi l'ossature de groupes plus étoffés.
Dans les années 80, il habite New York et participe activement à la scène musicale foisonnante de la ville. Il collabore en particulier avec John Zorn, et fait partie de son groupe Naked City, groupe avant-gardiste où il se frotte à une approche bruitiste, composée de collages à successions rapides, tout en conservant le son si particulier et la touche d'ironie qui caractérisent son jeu. Il se fait connaître aussi par sa collaboration avec Paul Motian, qui débouche sur la formation du trio Motian/Frisell/Lovano qui connut un grand succès.
Les années 90 voient la création de deux de ses albums les plus importants :
- Have a Little Faith, un recueil de musiques américaines, de Charles Ives et Aaron Copland à Bob Dylan et Madonna
- This Land, un recueil bariolé de compositions originales mais très influencées par le folklore américain.

Il s'implique ensuite dans l'illustration sonore des films de Buster Keaton, avec son trio. Au milieu des années 90, il s'installe à Bainbridge Island près de Seattle et continue d'explorer la piste initiée avec Have a Little Faith en incorporant explicitement des éléments de musique bluegrass et musique country.
En 2005, Bill Frisell reçoit le Grammy Award du meilleur album contemporain pour Unspeakable.

## Discographie

### Disques personnels
- 1982 : In Line, Edition of Contemporary Music (ECM)
- 1984 : ...Theoretically, avec Tim Berne, Empire Productions
- 1985 : Is That You?, Nonesuch Records.
- 1985 : Rambler, (ECM)
- 1988 : Lookout for Hope, (ECM)
- 1988 : Works, (ECM)
- 1989 : Before We Were Born, Nonesuch Records.
- 1990 : Is That You?, Elektra Musician
- 1991 : Where in the World? , Nonesuch Records.
- 1993 : Have a Little Faith, Nonesuch Records.
- 1994 : This Land, Nonesuch Records.
- 1995 : Music for the Films of Buster Keaton, Nonesuch Records.
- 1996 : Quartet, Nonesuch Reocrds.
- 1997 : Nashville, Nonesuch Records.
- 1998 : Gone, Just Like a Train, Nonesuch Records.
- 1999 : Good Dog, Happy Man,  Nonesuch Records, avec Ry Cooder, Jim Keltner et Wayne Horvitz
- 1999 : The Sweetest Punch, Polygram, avec Elvis Costello et Burt Bacharach
- 2000 : Ghost Town, Nonesuch Records
- 2001 : Blues Dream, Nonesuch Records.
- 2001 : Bill Frisell - Dave Holland - Elvin Jones, Nonesuch Records.
- 2002 : The Willies, Nonesuch Records
- 2002 : Selected Recordings, (ECM)
- 2003 : The Intercontinentals, Nonesuch Records.
- 2004 : Unspeakable, Nonesuch Records.
- 2004 : Petra Haden and Bill Frisell, Sovereign Artists Records.
- 2005 : East/West (en), Live, Nonesuch Records.
- 2005 : Richter 858, Songlines
- 2005 : Bill Frisell - Ron Carter - Paul Motian, Nonesuch Records.
- 2006 : Live, avec Driscoll and Baron
- 2008 : History, Mistery, Nonesuch Records.
- 2009 : Disfarmer, Nonesuch Records.
- 2010 : Beautiful Dreamers, Savoy Jazz
- 2010 : Lágrimas Mexicanas, avec Vinicius Cantuária
- 2011 : Sign Of Life, Music For 858 Quartet, Savoy Jazz
- 2011 : All We Are Saying..., Savoy Jazz
- 2013 : Big Sur, OKeh Records
- 2013 : Silent Comedy, Tzadik Records
- 2014 : Guitar in the Space Age!, OKeh Records

### Participations
- 1979 : Fluid Rustle, Eberhard Weber (ECM)
- 1979 : Live at Chapati Winter 78, Triode
- 1981 : Atmosphere, Chris Massey Group
- 1981 : Psalm, Paul Motian (ECM)
- 1981 : A Molde Concert, Arild Andersen (ECM)
- 1982 : Paths, Prints, Jan Garbarek (ECM)
- 1982 : Later That Evening, Eberhard Weber (ECM)
- 1982 : Blue Jay Sessions, Mike Metheny
- 1983 : Wayfarer, Jan Garbarek (ECM)
- 1984 : The Story of Maryam, Paul Motian
- 1984 : Almost Blue, Chet Baker
- 1984 : Introspection, Jukkis Uotila
- 1985 : Transparency, Herb Robertson
- 1985 : Jack of Clubs, Paul Motian
- 1985 : It Should've Happened a Long Time Ago, Paul Motian Trio (ECM)
- 1985 : Bass Desires, Marc Johnson (ECM)
- 1986 : Lyle Mays, Lyle Mays
- 1986 : Fragments, Paul Bley Quartet (ECM)
- 1987 : Strange Meeting, Power Tools (avec Ronald S. Jackson, Melvin Gibbs)
- 1987 : Second Sight, Marc Johnson (avec John Scofield, Peter Erskine) (ECM)
- 1987 : Paul Bley Quartet, Paul Bley Quartet (ECM)
- 1987 : Black Pastels, Hank Roberts
- 1987 : Cobra, John Zorn
- 1987 : Misterioso, Paul Motian
- 1987 : Fullton Street Maul, Tim Berne
- 1988 : Rah, Billy Hart
- 1988 : Big Band, Julius Hemphill
- 1988 : Monk in Motian, Paul Motian
- 1988 : Street Dreams, Lyle Mays
- 1988 : Filmworks VII: Cynical Hysterie Hour, John Zorn
- 1988 : News for Lulu, John Zorn
- 1989 : Lush Life Vol. 1, Tony Scott
- 1989 : Lush Life Vol. 2, Tony Scott
- 1990 : Bill Evans, Paul Motian
- 1990 : Naked City, Naked City
- 1990 : Torture Garden, Naked City
- 1990 : After the Requiem, Gavin Bryars
- 1991 : Another Hand, David Sanborn
- 1992 : More News for Lulu, John Zorn
- 1992 : Grand Guignol, Naked City
- 1992 : Heretic, Naked City
- 1992 : Leng Tch'e, Naked City
- 1992 : Tuskegee Experiments, Don Byron
- 1993 : Absinthe, Naked City
- 1993 : Radio, Naked City
- 1993 : Rhapsody, Lee Konitz
- 1994 : Just So Happens, Gary Peacock
- 1994 : Going Back Home, Ginger Baker
- 1994 : Fascination, Michael Shrieve
- 1995 : Oshumare, Billy Hart
- 1995 : Dialogues, Jim Hall
- 1997 : Angel Song, Kenny Wheeler (ECM)
- 1997 : Down Home, Joey Baron
- 1997 : Woman's Day, Ron Miles
- 1997 : Sound of Love, Paul Motian Trio
- 1998 : Songs We Know, Fred Hersch
- 1999 : Orfeu, Ron Carter
- 2000 : We'll Soon Find Out, Joey Baron
- 2000 :  B.O. The Million Dollar Hotel, Bono
- 2002 : Heaven, Ron Miles
- 2002 : Naked City Live, Vol. 1: The Knitting Factory 1989, Naked City
- 2003 : Masada Anniversary Edition Vol. 1: Masada Guitars, John Zorn
- 2004 : Motian in Tokyo, Paul Motian
- 2005 : It's More Residual, Cuong Vu
- 2005 : Triorism, Paul Motian Trio
- 2005 : The Complete Studio Recordings, Naked City
- 2005 : I Have the Room Above Her, Paul Motian Trio
- 2005 : Fusion for Miles: A Tribute in Guitar - A Bitchin' Brew, Various Artists
- 2006 : Two Doors, Michael Shrieve
- 2006 : The Elephant Sleeps but Still Remembers, Jack DeJohnette
- 2006 : Da questa parte del mare de Gianmaria Testa
- 2006 : Spooked, Marly's Ghost
- 2008 : Guitars, McCoy Tyner
- 2012 : The Gnostic Preludes, John Zorn
- 2013 : The Mysteries, John Zorn
- 2013 : In Lambeth: Visions from the Walled Garden of William Blake, John Zorn
- 2014 : The Testament of Solomon, John Zorn
- 2014 : Transmigration of the Magus, John Zorn
- 2016 : The Mockingbird, John Zorn

## Source
- (en) Cet article est partiellement ou en totalité issu de l’article de Wikipédia en anglais intitulé « Bill Frisell » (voir la liste des auteurs).

1. ↑  Interview de Jan Garbarek, Jazz Magazine - Jazzman, n°608, novembre 2009, p. 36-40.